# Volley-ball en Pologne

Cet article traite de divers aspects du volley-ball en Pologne, sport le plus populaire en Pologne. L'équipe nationale masculine, classée à la 3e place mondiale (au rang FIVB) et nationale féminine, classée 13e, ont ensemble remporté de nombreux titres mondiaux et européens. 

## Niveau

### Masculin
| Niveau | Division                   | Division                   | Division                   | Division                   | Division                   | Division                   | Division                   | Division                   | Division                   | Division                   | Division                   | Division                   |
| ------ | -------------------------- | -------------------------- | -------------------------- | -------------------------- | -------------------------- | -------------------------- | -------------------------- | -------------------------- | -------------------------- | -------------------------- | -------------------------- | -------------------------- |
| 1      | Ligue Plus 10 équipes      | Ligue Plus 10 équipes      | Ligue Plus 10 équipes      | Ligue Plus 10 équipes      | Ligue Plus 10 équipes      | Ligue Plus 10 équipes      | Ligue Plus 10 équipes      | Ligue Plus 10 équipes      | Ligue Plus 10 équipes      | Ligue Plus 10 équipes      | Ligue Plus 10 équipes      | Ligue Plus 10 équipes      |
| 2      | Ligue 1 12 équipes         | Ligue 1 12 équipes         | Ligue 1 12 équipes         | Ligue 1 12 équipes         | Ligue 1 12 équipes         | Ligue 1 12 équipes         | Ligue 1 12 équipes         | Ligue 1 12 équipes         | Ligue 1 12 équipes         | Ligue 1 12 équipes         | Ligue 1 12 équipes         | Ligue 1 12 équipes         |
| 3      | Ligue 2 Poule 1 10 équipes | Ligue 2 Poule 1 10 équipes | Ligue 2 Poule 1 10 équipes | Ligue 2 Poule 2 12 équipes | Ligue 2 Poule 2 12 équipes | Ligue 2 Poule 2 12 équipes | Ligue 2 Poule 3 10 équipes | Ligue 2 Poule 3 10 équipes | Ligue 2 Poule 3 10 équipes | Ligue 2 Poule 4 10 équipes | Ligue 2 Poule 4 10 équipes | Ligue 2 Poule 4 10 équipes |
| 4      | Ligue 3                    | Ligue 3                    | Ligue 3                    | Ligue 3                    | Ligue 3                    | Ligue 3                    | Ligue 3                    | Ligue 3                    | Ligue 3                    | Ligue 3                    | Ligue 3                    | Ligue 3                    |

### Féminin
| Niveau | Division                   | Division                   | Division                   | Division                   | Division                   | Division                   | Division                   | Division                   | Division                   | Division                   | Division                   | Division                   |
| ------ | -------------------------- | -------------------------- | -------------------------- | -------------------------- | -------------------------- | -------------------------- | -------------------------- | -------------------------- | -------------------------- | -------------------------- | -------------------------- | -------------------------- |
| 1      | Ligue ORLEN 10 équipes     | Ligue ORLEN 10 équipes     | Ligue ORLEN 10 équipes     | Ligue ORLEN 10 équipes     | Ligue ORLEN 10 équipes     | Ligue ORLEN 10 équipes     | Ligue ORLEN 10 équipes     | Ligue ORLEN 10 équipes     | Ligue ORLEN 10 équipes     | Ligue ORLEN 10 équipes     | Ligue ORLEN 10 équipes     | Ligue ORLEN 10 équipes     |
| 2      | Ligue 1 11 équipes         | Ligue 1 11 équipes         | Ligue 1 11 équipes         | Ligue 1 11 équipes         | Ligue 1 11 équipes         | Ligue 1 11 équipes         | Ligue 1 11 équipes         | Ligue 1 11 équipes         | Ligue 1 11 équipes         | Ligue 1 11 équipes         | Ligue 1 11 équipes         | Ligue 1 11 équipes         |
| 3      | Ligue 2 Poule 1 10 équipes | Ligue 2 Poule 1 10 équipes | Ligue 2 Poule 1 10 équipes | Ligue 2 Poule 2 11 équipes | Ligue 2 Poule 2 11 équipes | Ligue 2 Poule 2 11 équipes | Ligue 2 Poule 3 10 équipes | Ligue 2 Poule 3 10 équipes | Ligue 2 Poule 3 10 équipes | Ligue 2 Poule 4 11 équipes | Ligue 2 Poule 4 11 équipes | Ligue 2 Poule 4 11 équipes |